# Перлини дракона: Еволюція
Перлини дракона: Еволюція (англ. Dragonball Evolution) — американський фентезійський пригодницький фільм 2009 року режисера Джеймса Вонга. Заснований на японській манзі Dragon Ball мангаки Торіями Акіри. У головних ролях знялися Джастін Четвін, Еммі Россум, Джеймс Марстерс, Джеймі Чон, Юньфат Чоу, Джун Парк та Еріко Тамура.

## Сюжет
Школяр Гоку живе в будинку на пагорбі з дідусем, який суворо тренує його, але не дозволяє йому бити місцевих хуліганів і каже, що бути нормальним — сильно переоцінена чеснота. Коли Гоку трошки відволікається на симпатичну однокласницю, його будинок разом з дідусем руйнує демон Лорд Пікколо, який збирає Перлини Дракона з метою знищити весь світ. Гоку дає обіцянку своєму вмираючому дідові знайти майстра Роші та зібрати всі сім Перлин Дракона раніше, ніж їх знайде Лорд Пікколо. До Гоку також приєднується дівчина з двома пістолетами і неголений еротоман в гавайській сорочці, який володіє трансцендентальним кунг-фу.

## У ролях
| Актор           | Роль         |
| --------------- | ------------ |
| Джастін Четвін  | Гоку         |
| Юньфат Чоу      | майстер Роші |
| Еммі Россум     | Булма        |
| Джеймі Чон      | Чі-Чі        |
| Джеймс Марстерс | Лорд Пікколо |
| Джун Парк       | Ямча         |
| Еріко Тамура    | Маї          |
| Рендалл Дук Кім | дідусь Гоан  |
| Аєн Вайт        | Озару        |
| Ерні Гадсон     | Сіфу Норріс  |
| Тексас Баттл    | Кері Фуллер  |
| Мегумі Секі     | Секі         |